# Ponapejsko-tručki jezici
Ponapejsko-tručki jezici, jedna od četiri glavne mikronezijske jezične skupine, ostale tri su kosrae, ikiribati ili gilbertski i maršalski, koja obuhvaća 16 jezika unutar dvije podskupine, ponapejsku s 3 i tručku s 13 jezika.
Ovi jezici govore se na području oceanijskih otočnih država Mikronezija, Palau i Sjevernomarijanski otoci

## Vanjske poveznice
- Ethnologue (14th)
- Ethnologue (15th)